# Yonthé
Yonthé är en ort i Mexiko.   Den ligger i kommunen Cadereyta de Montes och delstaten Querétaro Arteaga, i den centrala delen av landet, 160 km norr om huvudstaden Mexico City. Yonthé ligger 2 141 meter över havet och antalet invånare är 373.
Terrängen runt Yonthé är kuperad åt nordost, men åt sydväst är den platt. Runt Yonthé är det ganska glesbefolkat, med 38 invånare per kvadratkilometer. Närmaste större samhälle är Ezequiel Montes, 16,3 km sydväst om Yonthé. Trakten runt Yonthé består i huvudsak av gräsmarker.